# Seznam alternativnih rock skupin
Pred Vami je obširen seznam alernativnih rock skupin, ki vsebuje najpomembnejše ustvarjalce te glasbene zvrsti. Seznam ne vsebuje lokalnih - manjših skupin. Glasbene skupine so razvrščene po abecedi.

## 0-9
- 10,000 Maniacs
- 13 Engines
- 16 Horsepower
- 3 Doors Down
- 3 Days Grace
- 30 Seconds to Mars
- 311
- 4 Non Blondes
- 54-40
- +44

## A
- The Academy Is...
- Acceptance
- Adorable
- Aereogramme
- The Afghan Whigs
- AFI
- Age of Chance
- Agent Sparks
- Alice in Chains
- Alien Ant Farm
- The All-American Rejects
- Ambulance LTD
- American Music Club
- American Hi-Fi
- Tori Amos
- Amp
- The Amps
- An Angle
- ...And You Will Know Us by the Trail of Dead
- Anberlin
- Angelfish
- Angels and Airwaves
- Fiona Apple
- The Apples in Stereo
- Arcade Fire
- Archers of Loaf
- Architecture in Helsinki
- Arctic Monkeys
- Army of Anyone
- Ash
- Richard Ashcroft
- The Ataris
- Athlete
- Audioslave
- Augie March
- Autolux

## B
- Babes in Toyland
- Baboon
- Babyshambles
- Bamboo
- Band of Susans
- Barenaked Ladies
- Bauhaus
- Bayside
- Beat Happening
- Beck
- Belly
- Better Than Ezra
- Biffy Clyro
- Big Audio Dynamite
- Big Black
- Bikini Kill
- Billy Talent
- Björk
- Black Rebel Motorcycle Club
- Blindside
- Blind Melon
- Blink 182
- Bloc Party
- Blonde Redhead
- Blue October
- Blur
- Bôa
- The Bolshoi
- The Bongos
- Boy Kill Boy
- Boysetsfire
- The Boo Radleys
- Billy Bragg
- Brand New
- The Bravery
- Breaking Benjamin
- The Breeders
- Brian Jonestown Massacre
- Broken Social Scene
- Ian Brown
- Jeff Buckley
- Buffalo Tom
- Built to Spill
- Burden Brothers
- Bush
- Kate Bush
- Butthole Surfers
- By Divine Right

## C
- Caesars
- Cake
- The Call
- The Calling
- Camper Van Beethoven
- Camus
- Candlebox
- The Candyskins
- Jerry Cantrell
- The Cardigans
- Cartel
- Catherine Wheel
- Cat Power
- Cell
- Chadwick
- Chainsaw Kittens
- The Chameleons
- Charlatans U.K.
- Chevelle
- Billy Childish
- The Church
- Cibo Matto
- Cigaretta
- CIV
- Jarvis Cocker
- Coheed and Cambria
- Coldplay
- Collective Soul
- Concrete Blonde
- The Constantines
- The Cooper Temple Clause
- Julian Cope
- Billy Corgan
- Cornershop
- Counting Crows
- Cowboy Junkies
- Cracker
- The Cramps
- The Cranberries
- The Creatures
- Creed
- Crooked Fingers
- The Cubby Creatures
- Cueshe
- The Cure
- Cursive
- Cute Is What We Aim For

## D
- The Dandy Warhols
- Daphne Loves Derby
- Dappled Cities Fly
- The Darling Buds
- Dashboard Confessional
- Daughtry
- Dave Matthews Band
- Days of the New
- The dB's
- Dead Can Dance
- The Dead Milkmen
- Dead Moon
- Death Cab for Cutie
- The Decemberists
- The Delgados
- Depeche Mode
- dEUS
- Die Kreuzen
- Dinosaur Jr
- The Diodes
- Dirty Pretty Things
- Dirty Three
- Dishwalla
- The Distillers
- Do as Infinity
- Dog's Eye View
- Do Make Say Think
- Dramarama
- Dream Syndicate
- dredg
- The Dresden Dolls
- Dungen

## E
- The Early November
- Echo & the Bunnymen
- Echobelly
- Econoline Crush
- Eels
- Einstürzende Neubauten
- Eisley
- Elastica
- Elbow
- Electronic
- Embrace
- Erase Errata
- Ethyl Meatplow
- Evanescence
- Evans Blue
- Everclear
- Evermore
- Explosions in the Sky

## F
- The Fades
- Faith No More
- The Fall
- The Fall of Troy
- Fall Out Boy
- Fastbacks
- Fastball
- Feeder
- The Feelies
- The Fiery Furnaces
- Filter
- Finger Eleven
- fIREHOSE
- Fishbone
- The Flaming Lips
- Folk Implosion
- Foo Fighters
- Fountains of Wayne
- The Frames
- Frank Black and the Catholics
- Franz Ferdinand
- The Fratellis
- The Fray
- From First to Last
- From Satellite
- Frou Frou
- Fuel
- Fugazi
- Future Leaders of the World
- The Futureheads

## G
- Galaxie 500
- Garbage
- Gas Huffer
- The Gathering
- Gin Blossoms
- The Go-Betweens
- Good Charlotte
- Godspeed You! Black Emperor
- Goldfinger
- Gomez
- Goo Goo Dolls
- The Good, the Bad and the Queen
- Gorillaz
- Matthew Good
- Gravity Kills
- Green Day
- Green River
- Grinderman
- Grinspoon
- Grumpy Justins
- Gruntruck
- Guadalcanal Diary
- Guano Apes
- Guided by Voices
- Gumball
- Guster

## H
- Hale
- Half Japanese
- Half Man Half Biscuit
- Hammerbox
- Happy Mondays
- HARD-Fi
- Ben Harper
- P.J. Harvey
- Hawthorne Heights
- Imogen Heap
- Hellogoodbye
- Hello Operator
- Helmet
- His Name Is Alive
- Robyn Hitchcock
- Hole
- Holly and the Italians
- Hoobastank
- Hootie and the Blowfish
- Hot Hot Heat
- Hot Snakes
- Hot Water Music
- The House of Love
- The Housemartins
- Brodie Foster Hubbard
- Hum
- Hüsker Dü

## I
- I Am Kloot
- I Am the Avalanche
- I Mother Earth
- Idlewild
- Imago
- Imani Coppola
- Incubus
- Inner Surge
- Inspiral Carpets
- Interpol
- Iron & Wine
- Itchyworms

## J
- Jack Off Jill
- James
- James Iha
- Jane's Addiction
- The Jesus and Mary Chain
- Jesus Jones
- The Jesus Lizard
- Jimmie's Chicken Shack
- Jimmy Chamberlin Complex
- Jimmy Eat World
- Jon Spencer Blues Explosion
- Juliette and the Licks
- The Juliana Theory

## K
- K's Choice
- Kaiser Chiefs
- Kaizer's orchestra
- Kasabian
- Keane
- Kent
- Kill Hannah
- Killdozer
- The Killers
- Killing Heidi
- Killing Joke
- The Kills
- King Missile
- Kings of Convenience
- Kings of Leon
- Kitchens of Distinction
- Klaxons
- Kula Shaker
- Kyuss

## L
- L7
- The La's
- Language of Flowers
- Sook-Yin Lee
- The Lemonheads
- Let's Active
- Letters to Cleo
- The Levellers
- Liam Lynch
- Liars
- Lifehouse
- The Lilac Time
- Lit
- Live
- Lo Presher
- Local H
- Long Beach Dub Allstars
- Lostprophets
- Louis XIV
- Love and Rockets
- The Lovely Feathers
- The Lovers
- Love Spit Love
- Luna
- Luscious Jackson
- Lush

## M
- Ashley MacIsaac
- Bill Madden
- Mad Season
- Madrugada
- Magic Dirt
- Malfunkshun
- Man or Astro-man?
- Mando Diao
- Manic Street Preachers
- Mansun
- Marcy Playground
- The Mars Volta
- Mary's Danish
- Matchbox Twenty
- Maxïmo Park
- Lisa Maxwell
- Mazzy Star
- Metric
- Edwin McCain
- McLusky
- Meat Puppets
- The Mekons
- The Melvins
- Mercury Rev
- Mest
- Midnight Oil
- Ministry
- The Minutemen
- Mission of Burma
- Mission U.K.
- Modest Mouse
- Mogwai
- Moist
- Moonbabies
- Monaco
- Monopoli
- Morcheeba
- Alanis Morissette
- MorissonPoe
- Morningwood
- Morphine
- Morrissey
- Mother Love Bone
- Motion City Soundtrack
- The Mountain Goats
- Bob Mould
- Mudhoney
- Shawn Mullins
- Peter Murphy
- Muse
- The Music
- Mute Math
- My Bloody Valentine
- My Chemical Romance
- My Life With the Thrill Kill Kult
- My Morning Jacket
- My Sister's Machine
- Myslovitz

## N
- Nada Surf
- The National
- Kitchie Nadal
- Ned's Atomic Dustbin
- Nerf Herder
- Neutral Milk Hotel
- New Order
- The New Pornographers
- Nick Cave and the Bad Seeds
- Nickelback
- Nine Inch Nails
- Niowt
- Nirvana
- Nitzer Ebb
- No Doubt

## O
- Oasis
- The Ocean Blue
- Oceansize
- Odds
- Of Montreal
- The Offspring
- OK Go
- Orange and Lemons
- Orbit
- Beth Orton
- Ostava
- Our Lady Peace
- Ours

## P
- P
- Pale Saints
- Panic! at the Disco
- Paramore
- Parokya ni Edgar
- The Pastels
- Pavement
- Pearl Jam
- Pennywise
- Pere Ubu
- A Perfect Circle
- Peter Bjorn and John
- Liz Phair
- Phish
- Pinback
- The Pink Spiders
- Pixies
- Placebo (skupina)
- Pluto
- Poets of the Fall
- The Pogues
- The Polyphonic Spree
- Pop Will Eat Itself
- Porcupine Tree
- Porno for Pyros
- Portishead
- The Posies
- The Postal Service
- Poster Children
- Powderfinger
- Bob Powell
- The Presidents of the United States of America
- Primal Scream
- The Primitives
- Primus
- Protein
- The Psychedelic Furs
- Public Image Ltd.
- Pulp
- Pussy Galore

## Q
- Queens of the Stone Age
- Quicksand
- Quorthon

## R
- The Raconteurs
- Radiohead
- Rage Against the Machine
- The Railway Children
- Rancid
- The Rasmus
- Rasputina
- Raveonettes
- Razorlight
- Red Hot Chili Peppers
- Red House Painters
- Redd Kross
- Reef
- Reel Big Fish
- Reggie and the Full Effect
- Regina Spektor
- R.E.M.
- Remy Zero
- Relient K
- The Rentals
- The Replacements
- Republica
- Revenge
- Ride
- Rise Against
- Rivermaya
- Rocket From the Crypt
- Rock Kills Kid
- Rollins Band
- Royal Trux

## S
- Sahara Hotnights
- Saosin
- Scarling.
- Scratch Acid
- Screaming Jets
- Screaming Trees
- Seaweed
- Sebadoh
- Seether
- Semisonic
- Shades of Pale
- Shakespears Sister
- The Shamen
- The Shins
- Shiny Toy Guns
- Shout Out Louds
- Shudder to Think
- Sigur Rós
- Silverchair
- Silverstein
- Silversun Pickups
- Siouxsie & the Banshees
- Sister Hazel
- Sisters of Mercy
- Skin Yard
- Skold
- Sleater-Kinney
- Slint
- Sloan
- Slowdive
- Slut
- The Smashing Pumpkins
- Elliott Smith
- The Smiths
- The Smithereens
- Snow Patrol
- Social Code
- Social Distortion
- Sonic Youth
- Soul Asylum
- Soul Coughing
- The Sounds
- Soundgarden
- Space
- Spacehog
- Spacemen 3
- Spiritualized
- Spitalfield
- Splender
- Sponge
- Stabbing Westward
- Stars
- Starsailor
- Steadman
- Stereolab
- Stereomud
- Stereophonics
- The Stone Roses
- Stone Temple Pilots
- Streetlight Manifesto
- The Strokes
- The Subways
- Sublime
- Suede
- Sugar
- Sugar Ray
- The Sugarcubes
- Sugarplum Fairy
- Sum 41
- The Sundays
- Sunny Day Real Estate
- Superchunk
- Superdrag
- Super Furry Animals
- Supergrass
- Surly
- Matthew Sweet
- Swervedriver
- Switchfoot

## T
- Tad
- Tangerine Dream
- Taking Back Sunday
- Tapes 'n Tapes
- Tappi Tíkarrass
- The Tea Party
- Team Sleep
- Teenage Fanclub
- Tegan and Sara
- Temple of the Dog
- Terrorvision
- Th' Faith Healers
- Therapy?
- They Might Be Giants
- Third Eye Blind
- This Mortal Coil
- Those Days
- Throwing Muses
- Three Days Grace
- TISM
- Tim Skold
- Toad the Wet Sprocket
- Toadies
- Tocotronic
- Tones on Tail
- Tonic
- Trashcan Sinatras
- Travis
- Jennifer Trynin
- The Tunguska Event
- TV on the Radio

## U
- U2
- Ultra Vivid Scene
- Uncle Tupelo
- Under byen
- Under the Influence of Giants
- Unrest
- Unsane
- The Used
- Unwritten Law
- Urge Overkill
- USER

## V
- The Vaselines
- VAST
- Versus
- Vertical Horizon
- Veruca Salt
- The Verve
- The Verve Pipe
- The Vines
- Violent Femmes
- Volcano Suns
- The Von Bondies

## W
- The Wallflowers
- We Are Scientists
- The Wedding Present
- Ween
- Weezer
- Paul Westerberg
- The White Stripes
- Wilco
- Wolf Parade
- The Wonder Stuff

## X
- X
- XTC

## Y
- Yeah Yeah Yeahs
- Yellowcard
- Yo La Tengo
- You Am I
- The Young Werewolves
- The Young Knives

## Z
- Zebrahead
- Zita Swoon
- Zornik
- Zwan